# 桑德維肯
桑德維肯（Sandviken）是瑞典的一座城市，2010年，有人口22,965人。